# Caupedactylus
Caupedactylus es un género extinto de pterosaurio azdarcoideo tapejárido que vivió durante el Cretácico Inferior en la Formación Romualdo en la cuenca de Araripe, en el noreste de Brasil.

## Descubrimiento y denominación
El género fue nombrado y descrito originalmente por Alexander Wilhelm Armin Kellner en 2013. La especie tipo y única conocida es Caupedactylus ybaka. El nombre del género combina la referencia a la diosa de la belleza de los tupi, Caupe, con el término griego δάκτυλος, daktylos, "dedo", un sufijo usual en los nombres de pterosaurios. El nombre de la especie ybaka significa "residente del cielo" en el lenguaje tupinambá local.
Caupedactylus es conocido a partir del espécimen holotipo MN 4726-V, probablemente hallado en la cuenca de Araripe en una capa de la Formación Romualdo que data del Albiense, hace unos 110 millones de años. Consiste de un esqueleto parcial con un cráneo, mandíbulas y un esqueleto postcraneal parcial. El postcráneo contiene la cintura escapular derecha, un coracoides izquierdo, el esternón, el húmero derecho y la sección proximal de la primera falange del dedo del ala. Estos restos corresponden a un individuo adulto, lo cual es excepcional para los pterosaurios de esta formación geológica. El espécimen fue liberado de la piedra caliza mediante un baño ácido.

## Descripción
Kellner estimó que la envergadura de Caupedactylus sería de 3.3 metros, convirtiéndolo en el tapejarino de mayor tamaño conocido. El cráneo mide cuarenta y seis centímetros de largo.
Se establecieron algunos rasgos únicos o autapomorfias. El hocico lleva una cresta en el premaxilar que se extiende tanto hacia el frente como hacia la parte posterior del cráneo. La punta del hocico se curva hacia abajo combinándose con un borde levemente cóncavo del maxilar. Las puntas pares del hocico no están separadas. El ramo ascendente del hueso yugal, que se conecta con el lagrimal, se halla muy reclinada en un ángulo de 115°. En la parte posterior del paladar se halla una reducida fenestra postpalatina en forma de fisura. El cuadrado se reclina en un ángulo de 150° en relación con el borde inferior del cráneo. El basisfenoides en la parte inferior del neurocráneo carece de procesos apéndices. El basisfenoides no alcanza el espacio entre los pteroides. La mitad trasera del borde inferior de la sínfisis de la mandíbula es gruesa, formando una superficie levemente convexa.
El cráneo se halla coronado por una cresta grande y redondeada que continúa hasta atrás, descendiendo sobre los parietales. La cresta es muy delgada, de cerca de la mitad de un milímetro en la parte superior. Las mandíbulas son desdentadas. El perfil de la sínfisis de la mandíbula encaja al cerrarse con el borde del pico superior: al cerrarse, no quedaría ningún espacio entre ambos. La sínfisis posee una quilla baja en su zona inferior.
El paladar está bien preservado y parece mostrar que la interpretación tradicional de este hueso es la correcta, en contra de la idea más reciente de que el frente del hueso palatino en realidad serían las "alas" internas de los maxilares.